# FKオボリシテ・パナギュリシテ
オボリシテ（Oborishte (ブルガリア語: Оборище)）は、ブルガリアのパナギュリシテをホームタウンとするサッカークラブである。
クラブ名は1876年4月に最初の大国民議会が開催されたオボリシテ、エンブレムに描かれているライオンは4月蜂起でライナ・クンヤギンヤが縫った旗に刺繍されたライオンに由来している。

## 歴史
クラブは1925年にアプリルスキ・ユナクの名前で創設された。1945年にスレドノゴレツ、1949年にディナモ、1957年にオボリシテ、1999年にトラキヤ、2005年に再びオボリシテに改称された。
2015年にVグループ南西地域で優勝し、Bグループに初昇格した。プロリーグに参加するのはクラブの歴史で初の出来事であった。